# 유미앙 (용구경후)
유미앙(劉未央, ? ~ ?)은 전한 후기의 제후로, 노안왕의 손자이다.

## 생애
아버지 유방산의 뒤를 이어 용구후(容丘侯)에 봉해졌다.
시호를 경(頃)이라 하였고, 아들 유소가 작위를 이었다.

## 출전
- 반고, 《한서》 권15하 왕자후표 下

| 선대 아버지 용구대후 유방산 | 전한의 용구후 ? ~ ? | 후대 아들 유소 |